# ونیپوتهور
ونیپوتهور (به انگلیسی: Vaniputhur) یک زیستگاه انسانی در هند است که در Erode district واقع شده‌است.

## خصوصیات
ونیپوتهور ۱۱٬۹۳۵ نفر جمعیت دارد.